# Bellatorias frerei
Bellatorias frerei — вид сцинкоподібних ящірок родини сцинкових (Scincidae). Мешкає в Австралії і Папуа Новій Гвінеї.

## Поширення і екологія
Bellatorias frerei мешкають на східному узбережжі Австралії (від півострова Кейп-Йорк в Квінсленді до північного сходу Нового Південного Уельсу, а також на островах Торресової протоки та на південному сході Нової Гвінеї. Можливо, вони також зустрічаються в Індонезії. Bellatorias frerei живуть у різноманітних природних середовищах — від дощових лісів, пустищ і хащів до відкритих рідколісь, скелястих місцевостей і прибережних дюн, віддають перевагу лісистим саванам, трапляються поблизу людських поселень. Ведуть наземний, денний спосіб життя, гріються на сонці з метою терморегуляції. Всеїдні, яйцеживородні.